# Gaio Cornelio Gallo
Gaio Cornelio Gallo (in latino Gaius Cornelius Gallus; 69 a.C. – 26 a.C.) è stato un poeta e politico romano.
Appartenente all'ordine equestre, di fede ottavianea, fu primo prefetto di Alessandria ed Egitto. Ricoprì, secondo una versione non da tutti accettata, questa carica con eccessiva indipendenza (giungendo a coniare moneta), spingendosi a celebrare i propri successi pubblicamente con attributi propri dell'imperatore, talché cadde in disgrazia perdendo l'appoggio di Augusto e del senato e venne processato.

## Biografia
Nacque, secondo un'antica tradizione, a Forum Livii (Forlì), o, secondo altri, in un'imprecisata Forum Iulii (Fréjus, Voghera o Cividale del Friuli). Faceva parte del circolo letterario di Virgilio e Ovidio, e fu amico del primo, che aiutò anche a conservare le proprietà mantovane al tempo delle distribuzioni ai veterani, dopo la battaglia di Filippi.
Dopo la battaglia di Azio, Gallo fu a capo dell'armata occidentale di Ottaviano che attaccò l'Egitto dalla costa libica. Durante questo periodo Gallo ricoprì la carica di praefectus fabrum di Ottaviano, come cita l'iscrizione posta sull'obelisco del Vaticano.
Dopo la vittoria di Ottaviano e la morte di Marco Antonio e Cleopatra, essendo stata acquisita la nuova provincia d'Egitto, fu nominato praefectus Alexandreae et Aegypti (prefetto di Alessandria ed Egitto), incarico innovativo che vedeva per la prima volta un governatore di rango equestre, non un magistrato, alla guida di una provinciaː avrebbe, secondo la tradizione, ricoperto questa carica con eccessiva indipendenza, spingendosi a parlare con scarso riguardo dello stesso Augusto, perciò venne processato.
Una ricostruzione critica dell'operato di Cornelio Gallo in Egitto e delle accuse rivolte a suo carico ha tuttavia evidenziato come la sua condanna scaturì verosimilmente dallo scontro in atto, nell'instaurazione del regime augusteo, fra il nuovo ordine equestre, di cui Gallo era autorevole rappresentante, e il ceto senatoriale vistosi espropriato del controllo sulla provincia d'Egitto.

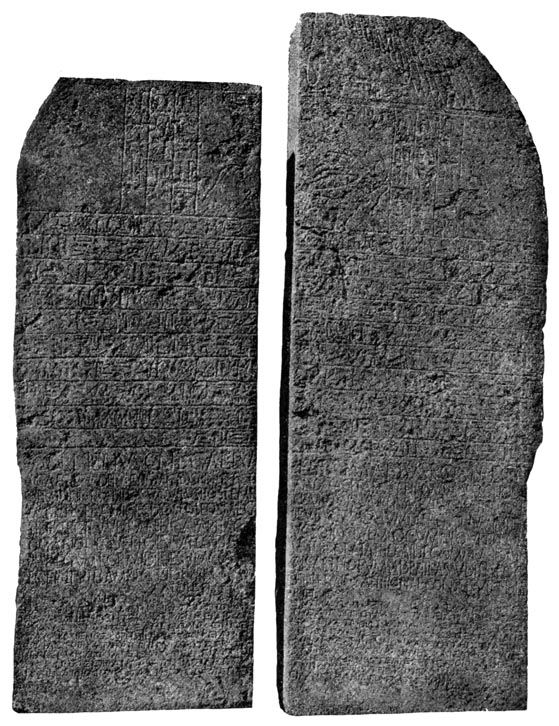
La stele trilingue di File 29 a.C.

L'accusa di congiurare contro il principe nasconde, quindi, il vero motivo della persecuzione di Gallo, ovvero l'appropriazione da parte di costui, che senatore non era, di alcune clausole trionfali tipiche del ceto senatoriale, come è possibile ricostruire attraverso l'iscrizione di File. Il testo, redatto in latino, greco e in geroglifici, cita: 
(AE 1992, 01725)
In questo senso è significativo il fatto che Augusto, contrariamente a quanto sarebbe stato ovvio aspettarsi in caso di una congiura a suo danno, si limitò a colpire Gallo con un mero provvedimento di rinuncia all'amicizia, lasciando poi al senato l'iniziativa di procedere a carico del prefetto fino alla condanna ed all'esilio.
In questo modo Augusto poté presentarsi, in una fase particolarmente delicata come quella dell'instaurazione del principato, come difensore delle istituzioni e della libertà senatoriale anche nei casi in cui questa fosse (apparentemente) minacciata dai suoi stessi amici. Tuttavia, va presa in considerazione una seconda ragione, complementare a quanto detto, che probabilmente influì nella disgrazia di Gallo: tutto avvenne dopo la seduta del gennaio 27 a.C., quando il Senato ratificò il nuovo assetto provinciale voluto da Augusto.
Una diversa visione della soluzione di come distribuire i poteri ebbe probabilmente il suo peso nelle scelte del primo imperatore di Roma. Caduto in disgrazia fino ad essere accusato di una vera e propria congiura contro il principe, fu condannato all'esilio e alla confisca dei beni, si suicidò nel 26 a.C.

## Opere

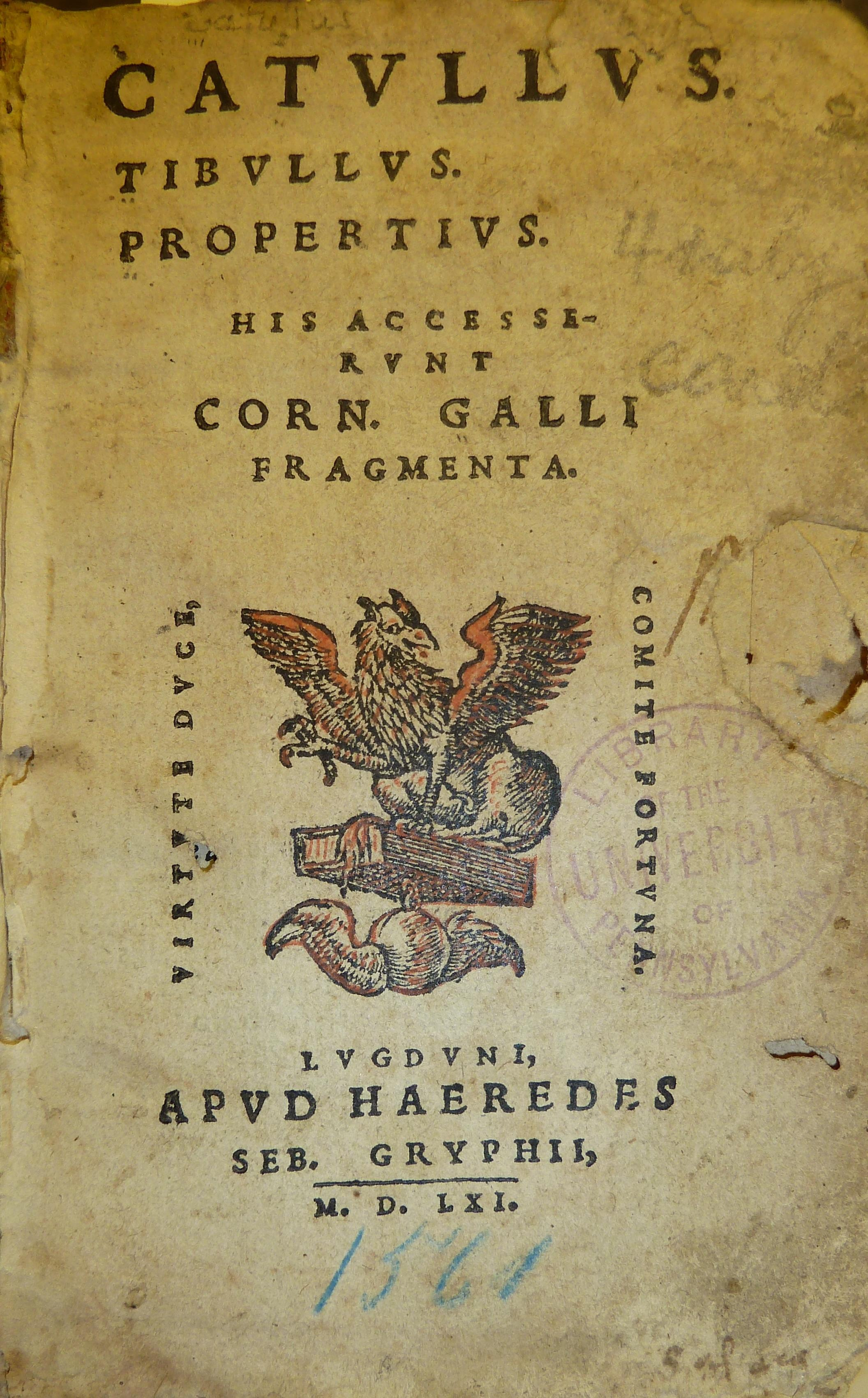
Catullus, Tibullus, Propertius. His Accesserunt Corn. Galli Fragmenta, Lugduni apud haeredes Sebastiani Gryphii, 1561

Cornelio Gallo compose gli Amores (Amori), elegie in cui cantava il suo sfortunato amore per la giovane Licorideː tuttavia, l'esiguità dei frammenti non permette una ricostruzione precisa della sua poetica. Grazie anche a riferimenti esterni all'opera (soprattutto quelli che si ritrovano nell'opera virgiliana), è però possibile affermare con certezza l'adesione di Gallo ai canoni della poesia neoterica: nelle sue poesie dovevano predominare i racconti mitologici, affiancati tuttavia da elementi soggettivi, legati alle esperienze personali del poeta. 
Due esigui frammenti degli Amores sono stati tramandati da un celebre papiro, detto di Cornelio Gallo, rinvenuto nel 1978 a Qasr Ibrim, corrispondente alla fortezza romana di Primis, fondata da Gallo per consolidare il confine tra il regno kushita di Meroe e la neonata provincia romana d'Egitto da lui presieduta. Nel primo frammento si legge:
maxima Romanae pars eris historiae

postque tuum reditum multorum templa deorum

fixa legam spolieis devitiora tueis.»
sarai la massima parte della storia romana

e quando dopo il tuo ritorno i templi di molti dèi

vedrò arricchiti dai tuoi bottini.»
(Cornelio Gallo)
I versi seguenti, frammentari, recitano:
quae possim domina deicere digna mea.

…atur idem tibi, non ego, Visce

… Kato, iudice te, uereor.»
che io possa recitare degni della mia signora.

finché da te… io non, o Visco

…o Catone, con te come giudice non provo timore.»
(Cornelio Gallo)
All'ambito oratorio appartenevano la In Pollionem, orazione, andata perduta, come pure la  In Alfenum Varum, orazione.
Con le nove occorrenze del nome (distribuite in sette luoghi della sua produzione) Gallo è «il secondo elegiaco più citato da Ovidio dopo Tibullo», scelta ancor più significativa alla luce della damnatio memoriae che colpì Gallo dopo la condanna; a seguito di questa, Virgilio avrebbe scelto di sostituire il finale del IV libro delle "Georgiche", che si chiudevano con le sue lodi, con l'episodio di Aristeo, ma ciò non impedì che Properzio lo celebrasse come insigne poeta d'amore.

## Traduzioni
- Alberto Elli, La stele di Gaio Cornelio Gallo da File: traduzione in Italiano, su mediterraneoantico.it, Mediterraneo Antico, 2018 (Pdf scaricabile gratuitamente). URL consultato il 7 agosto 2022.